# Manfred Bergmeister

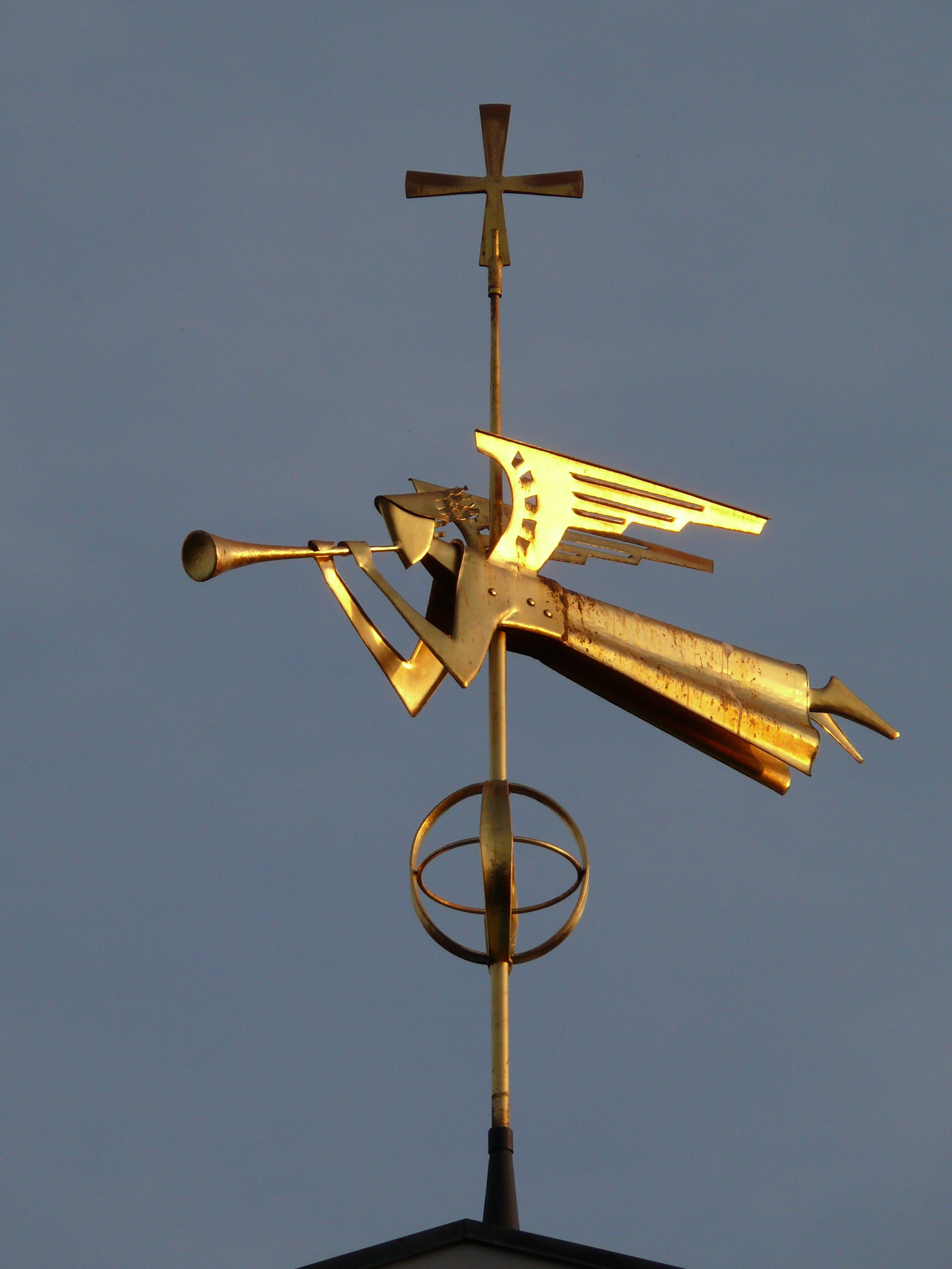
Posaunenengel auf dem Turm der Heilig-Geist-Kirche Ebersberg

Manfred Bergmeister (* 28. November 1927 in Ebersberg; † 19. März 2019 in Ebersberg) war ein deutscher Kunstschmied und Gründer des privaten Grabkreuzmuseums Kunstschmiede Bergmeister. 

## Leben

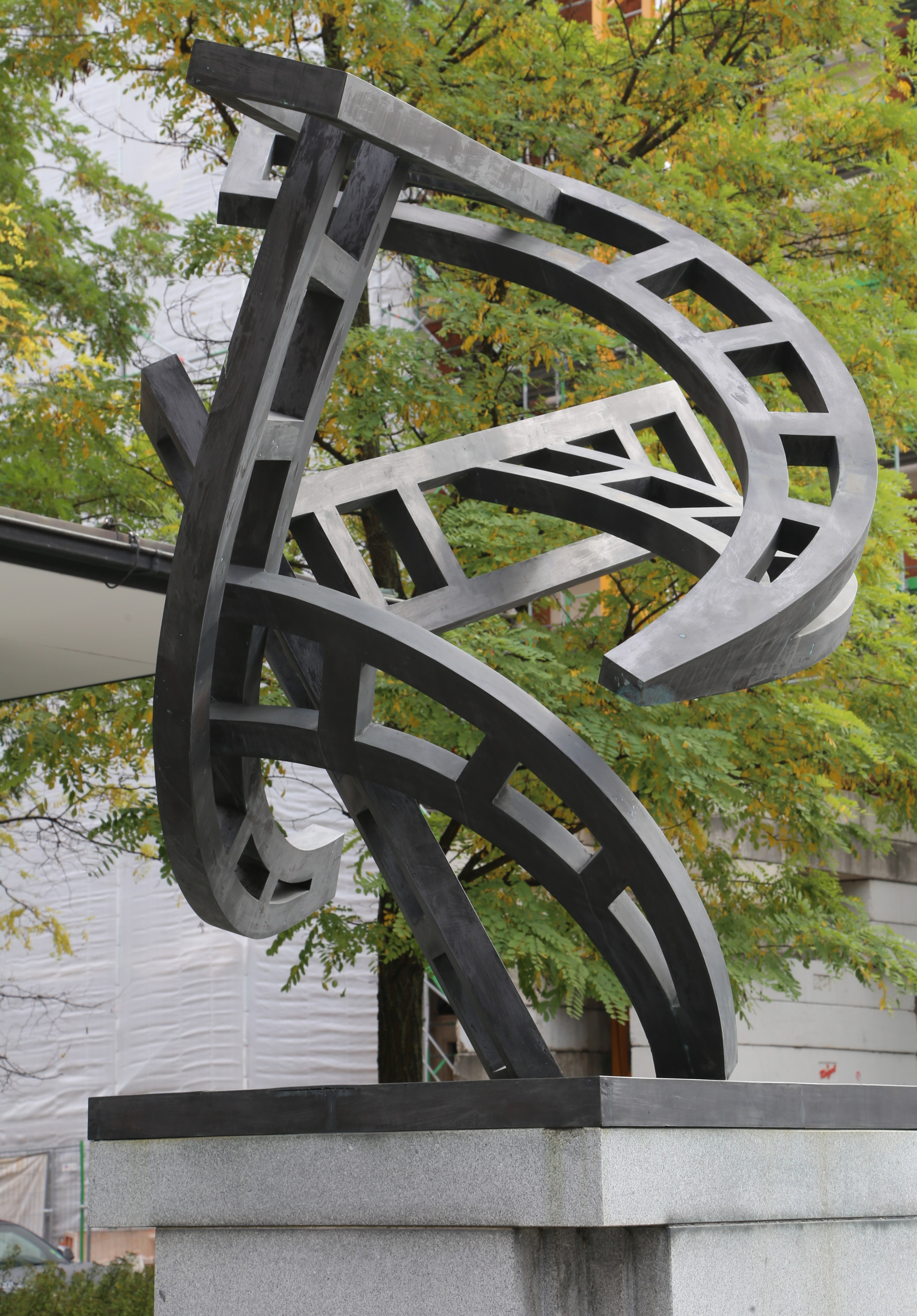
Skulptur Vernetzungen (1993) von Manfred Bergmeister

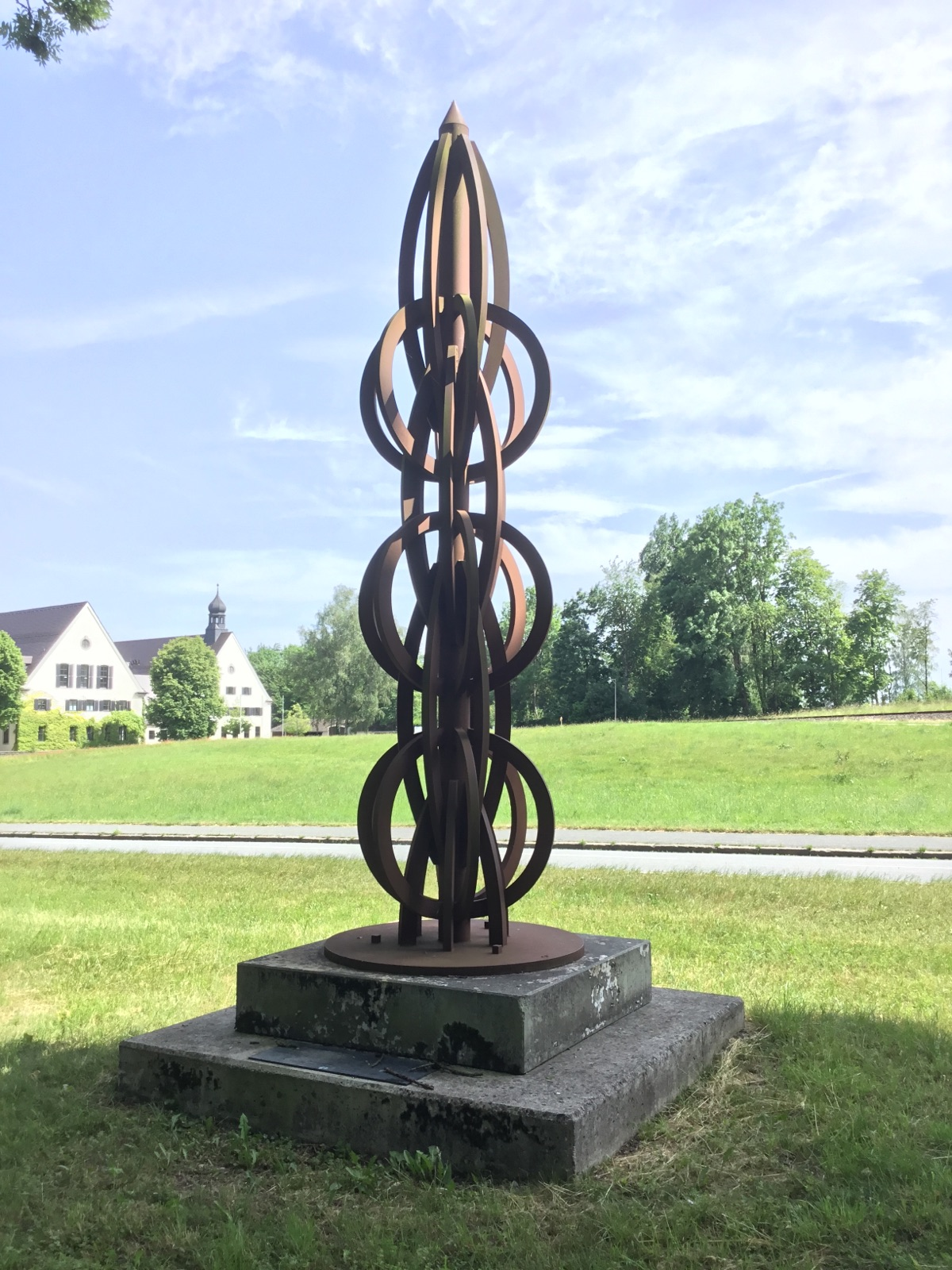
Skulptur Wegezeichen (2011) von Manfred Bergmeister

Bergmeister lernte Elektriker. Von der Wehrmacht eingezogen, überlebte er in britischer Kriegsgefangenschaft. 1946 schloss er eine Ausbildung zum Kunstschmied bei Karl Nowak an der Münchner Gewerbeakademie mit der Gesellenprüfung ab. Sein Gesellenstück war ein barockes Grabkreuz. 1947 gründete Bergmeister eine Lehrwerkstatt für arbeitslose Jugendliche. Karl Nowak vermittelte ihm den Kontakt zur legendären Münchner Kunstschmiede Sixtus Schmid, wo er 1954 seine Meisterprüfung ablegte. Im gleichen Jahr gründete er zusammen mit seinem Bruder German Larasser die Kunstschmiede Bergmeister. 1968 war Bergmeister Gründungsmitglied der Akademie Handwerk München.
2001 eröffnete er  in den alten Werkstatträumen der Kunstschmiede das Grabkreuzmuseum Kunstschmiede Bergmeister, welches über eine Sammlung von rund 550 schmiedeeisernen Exponaten aus fünf Jahrhunderten verfügt.
Bergmeister war 36 Jahre lang Mitglied des Ebersberger Stadtrats und ist Ehrenbürger der Stadt.

## Werke (Auszug)

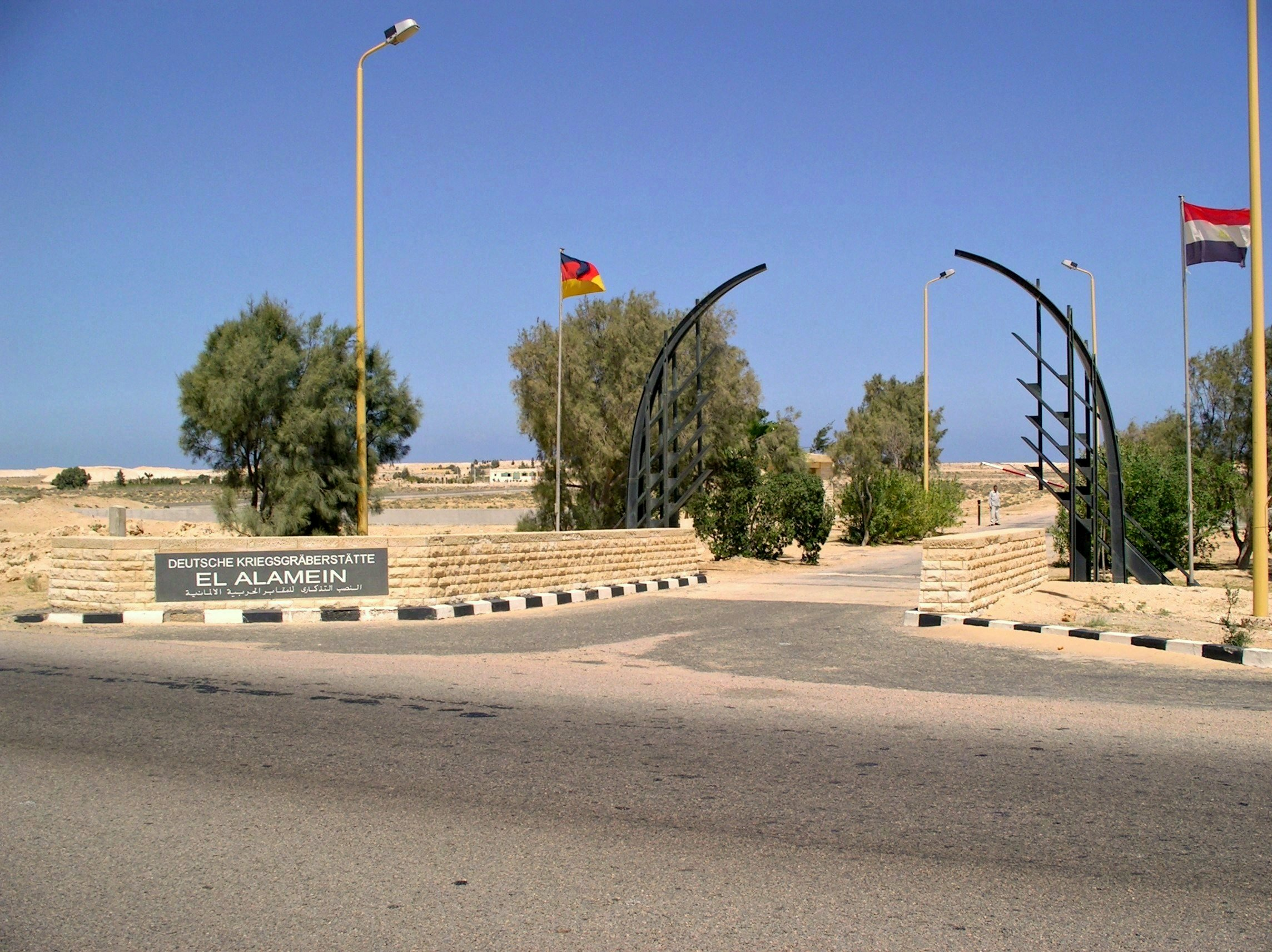
Wüstentor El-Alamein

- 1958: Turmkreuz mit Wetterfahne in Form eines Posaunenengels auf dem Turm der Heilig-Geist-Kirche, Ebersberg[6]
- 1970: Eingang Hofbräuhaus München[7]
- 1985: Wüstentor Deutsche Kriegsgräberstätte El Alamein, Ägypten[3][7]
- 1993: Gitter in der Münchner Frauenkirche[3][7]
- 2003: Wandplastik in russisch-orthodoxer Kirche auf der Deutschen Kriegsgräberstätte Sologubowka, Russland[3][7]
- 2011: Wegezeichen, Corten-Stahl, anlässlich der Eröffnung der Südumgehung, Ebersberg

## Ehrungen und Auszeichnungen
- 1965: Bayerischer Staatspreis für besondere gestalterische Leistungen im Handwerk (Goldmedaille)
- 1975: Bayerischer Staatspreis für besondere gestalterische Leistungen im Handwerk (Goldmedaille)
- 1981: Bayerischer Verdienstorden für Ausbildung im Handwerk
- 1995: Bundesverdienstkreuz am Bande des Verdienstordens der Bundesrepublik Deutschland
- 1996: Komturkreuz des Päpstlichen Silvesterordens für seine zahlreichen sakralen Arbeiten
- 1997: Oberbayerischer Kulturpreis
- 1997: Ehrenbürger der Stadt Ebersberg

Quelle: